# Guillermo Antón
Guillermo Antón, nacido en 1884 en Tudela (Navarra - España) fue un ciclista profesional español entre 1912 y 1926, período durante el cual logró cinco victorias.

## Palmarés
1912
- 1 etapa del G.P. Castellano

1916
- Las Rozas

1919
- Santander-Reinosa-Santander
- 3.º en el Campeonato de España en Ruta

1920
Participante en la Vuelta a Francia
1921
- 3.º en el Campeonato de España en Ruta

1924
- Clásica de los Puertos

1926
- Campeonato de Navarra
- Copa de la Constancia

## Equipos
- Independiente (1912-1924)
- Osasuna (1925)
- Independiente (1926)